# Phối hợp trở kháng

Mạch trở kháng nguồn và tải

Trong kỹ thuật điện tử, phối hợp trở kháng là một phương pháp thiết kế mạch nhằm điều chỉnh trở kháng đầu vào hoặc trở kháng đầu ra của thiết bị điện tử thành giá trị mà ta mong muốn. Thông thường thì giá trị mong muốn được lựa chọn sao cho công suất truyền tải tối đa hoặc sự phản xạ tín hiệu tối thiểu. Ví dụ, phối hợp trở kháng thường được sử dụng để cải thiện việc truyền công suất từ máy phát vô tuyến qua đường truyền đến ăng-ten. Tín hiệu sẽ không bị phản xạ nếu đường truyền kết thúc bằng trở kháng phù hợp.
Các phương thức phối hợp trở kháng bao gồm biến áp, mạch có thể điều chỉnh gồm điện trở, điện dung và điện cảm tập trung, hoặc các đường truyền điện có tỉ lệ thích hợp.